# Ravindra Prabhat

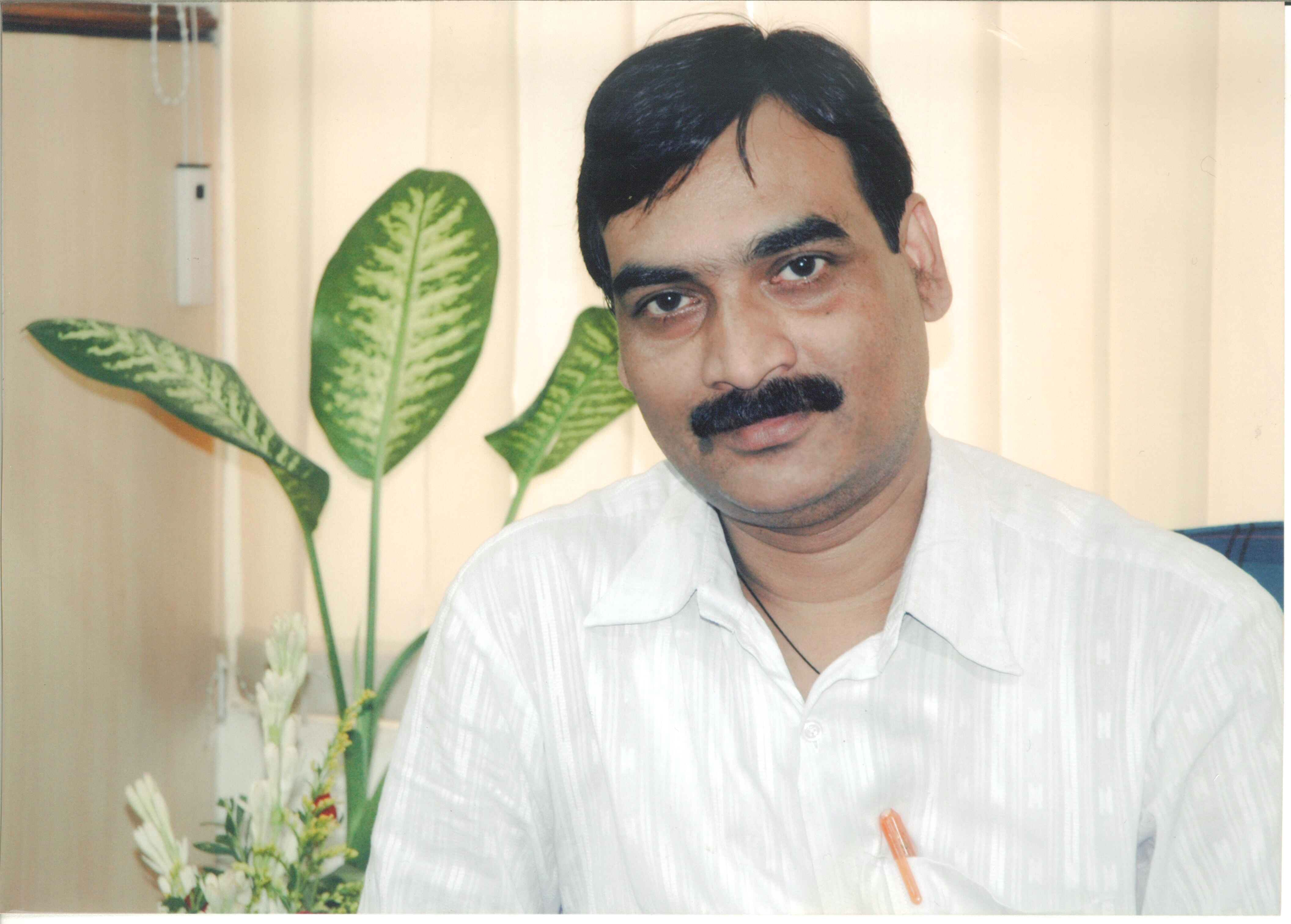
Ravindra Prabhat

Ravindra Prabhat (* 5. April 1969 in Mahindwara, Bihar) ist ein indischer Schriftsteller, Dichter und Journalist.

## Leben
Prabhat wurde 1969 in dem Dorf Mahindwara geboren. Er studierte Geographie an der Bihar-Universität in Muzaffarpur und anschließend Journalistik und Kommunikation an der Uttar Pradesh Rajarshi Tandon Open University in Allahabad. Er lebt und arbeitet in Lakhnau und ist Herausgeber des Hindi-Magazin VATVRIKSH in Lakhnau.

## Literarische Karriere
Ravindra Prabhat ist vor allem für seinen Debütroman Taki Bacha Rahe Loktantra bekannt. Seine Romane sind in einer humorvollen Stil geschrieben und sollen über das Grundkonzept der Komödie hinausgehen. Er widersetzt sich herkömmliche Traditionen und bildet eine Nische für sich. Sein zweiter Roman Prem na haat bikay handelt von einer Dreiecks-Liebesgeschichtes. Prabhat hat in den letzten zweieinhalb Jahrzehnten schriftlich in verschiedenen Fächern gewirkt. Seine Gedichte, Romane und Essays wurden in zahlreiche Anthologien aufgenommen und in viele indische, aber auch in europäische Sprachen übersetzt.

## Auszeichnungen
- 2009: Samvad Auszeichnung
- 2011: Blogshri Auszeichnung
- 2011: Blog Bhushan Auszeichnung
- 2011: Nagarjuna Birth Centenary Story Award
- 2011: Prables Blogger Peak
- Srijan Shri in Forth Internationale Hindi Conference Bangkok in Thailand
- 2012: Sahitya Shri in Mumbai.

## Werke

### Gedichtsammlungen
- Hamsafar, 1991
- Mat Rona Ramjani Chacha, 1999
- Smriti Shesh, 2002

### Fiktion
- Taki Bacha Rahe Loktantra, 2011
- Prem Na Hat Bikay Novel, 2012

### Sachbücher
- Contemporary Nepali Literature, 1995
- History of Hindi Blogging, 2011, ISBN 978-93-80916-14-9
- Beiträge in: Hindi Blogging: Expression of new revolution, 2012, ISBN 978-93-80916-05-7

### Dokumentationen
- Drehbuch für Naya Bihan (1992) TV-Dokumentation